# فيكي لورانس
فيكي لورانس (بالإنجليزية: Vicki Lawrence)‏ (و. 1949  م) هي ممثلة، ومغنية، وممثلة تلفزيونية، وممثلة أفلام أمريكية، ولدت في إنغليووود، لوس أنجليس، كاليفورنيا.

## التعليم
تعلمت في Morningside High School ‏
.

## وصلات خارجية
- فيكي لورانس على موقع IMDb (الإنجليزية)
- فيكي لورانس على موقع ألو سيني (الفرنسية)
- فيكي لورانس على موقع ميوزك برينز (الإنجليزية)
- فيكي لورانس على موقع أول موفي (الإنجليزية)
- فيكي لورانس على موقع إن إن دي بي (الإنجليزية)
- فيكي لورانس على موقع أول ميوزيك (الإنجليزية)
- فيكي لورانس على موقع ديسكوغز (الإنجليزية)
- فيكي لورانس على موقع قاعدة بيانات الفيلم (الإنجليزية)
- فيكي لورانس على موقع كينوبويسك (الروسية)